# H-IIB (foguete)

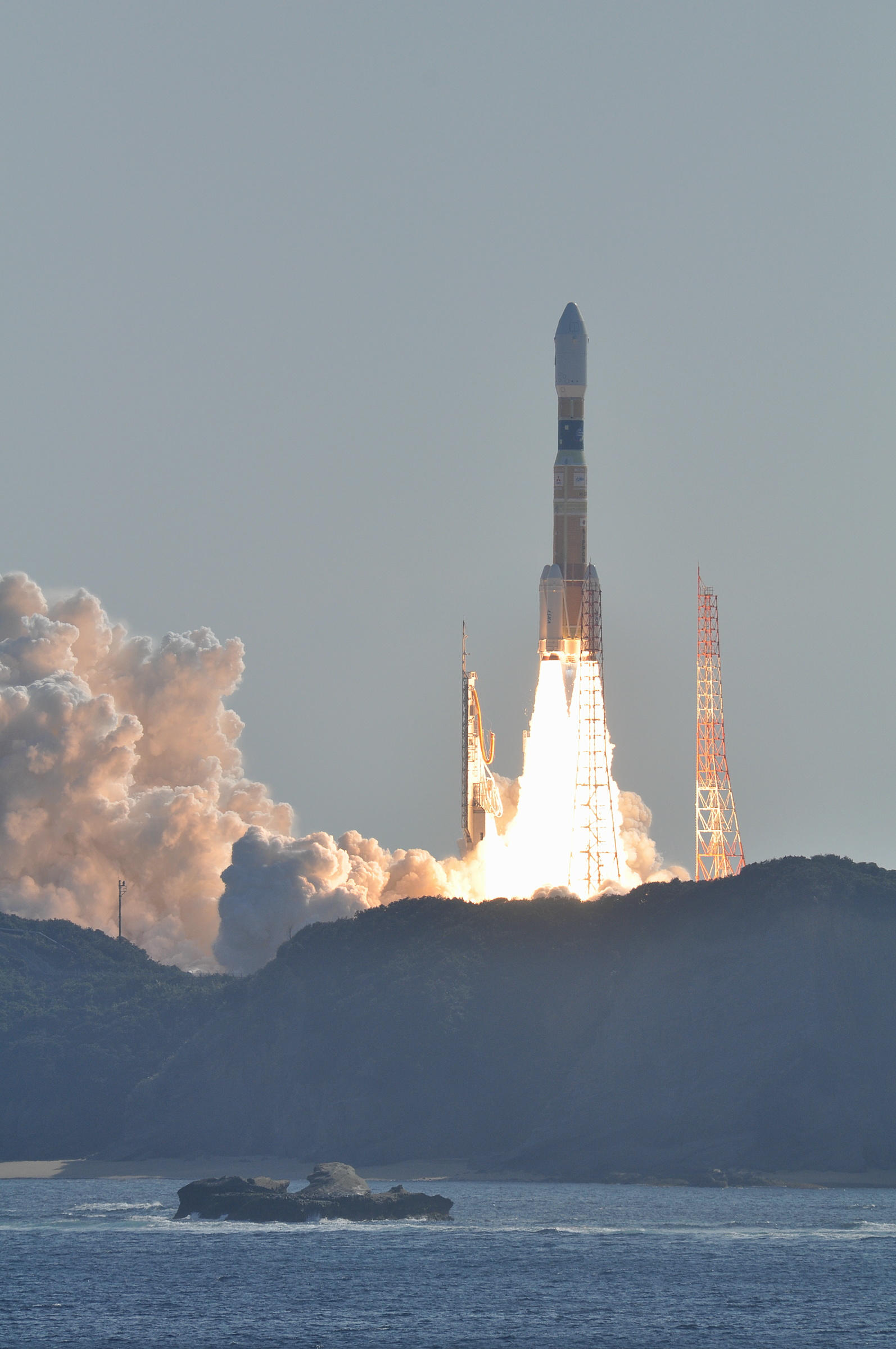
Foguete H-IIB

O H-IIB é um tipo de foguetes espaciais japoneses propulsados por propelente líquido. Foi projetado para lançar o Veículo de Transferência H-II para a Estação Espacial Internacional e é capaz de enviar até 8 toneladas a órbita de transferência geoestacionária e 19 a órbita baixa. Foi lançado pela primeira vez em 10 de setembro de 2009 às 17:01 UTC.

## Desenvolvimento
O H-IIB foi desenvolvido conjuntamente pela agência espacial JAXA e Mitsubishi Heavy Industries. Foi projetado utilizando métodos e componentes já desenvolvidos para o foguete H-IIA, reduzindo custos de desenvolvimento, risco e economia de tempo de fabricação. A JAXA se encarregou do desenvolvimento preliminar, a preparação da infraestrutura terrestre e do desenvolvimento das novas tecnologias necessárias, e Mitsubishi se encarregou da fabricação. Durante o desenvolvimento foram realizados oito testes dos motores em decolagens simuladas.
O custo total do desenvolvimento foi cerca de uns 27 bilhões de yenes.

## Características

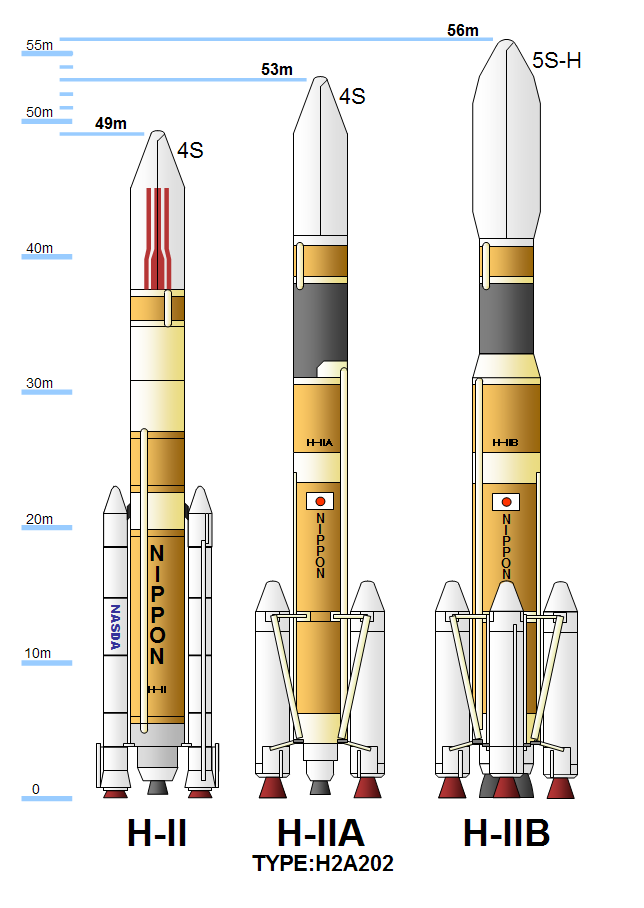
Série H-II

O H-IIB é um foguete de dois estágios. O primeiro utiliza oxigênio líquido e hidrogênio líquido como propelentes e usa quatro foguetes aceleradores de combustível sólidos (denominados SRB-A, e a diferença dos dois usados no H-IIA) é que utilizam polibutadieno como propelente. O H-IIB utiliza dois motores LE-7 no lugar do único usado no H-IIA. Ademais o diâmetro do primeiro estágio é de 5,2 metros, contra os 4 metros do H-IIA, e sua altura é um metro superior. No total, o H-IIB usa 1,7 vezes mais propelente que o H-IIA.
A segunda fase está propulsada por um motor LE-5B

## Histórico de lançamento
| Voo | Variante | Data de Lançamento                 | Local do lançamento | Carga                                                     | Resultado | Observações                                                                                  |
| --- | -------- | ---------------------------------- | ------------------- | --------------------------------------------------------- | --------- | -------------------------------------------------------------------------------------------- |
| 1   | H-IIB    | 10 de setembro de 2009 (17:01 UTC) | LA-Y, Tanegashima   | HTV-1                                                     | Sucesso   | Primeiro voo de um H-IIB                                                                     |
| 2   | H-IIB    | 22 de janeiro de 2011 (05:38 UTC)  | LA-Y, Tanegashima   | HTV-2                                                     | Sucesso   |                                                                                              |
| 3   | H-IIB    | 21 de julho de 2012 (02:06 UTC)    | LA-Y, Tanegashima   | HTV-3 Raiko*1 We Wish*1 Niwaka*1 TechEdSat-1*1 F-1*1      | Sucesso   | *1CubeSats transportados a bordo do HTV, em 04 de outubro de 2012 implantado a partir da EEI |
| 4   | H-IIB    | 3 de agosto de 2013 (19:48 UTC)    | LA-Y, Tanegashima   | HTV-4 Pico Dragon*2 ArduSat-1*2 ArduSat-X*2 TechEdSat-3*2 | Sucesso   | *2CubeSats ransportados a bordo do HTV implantado a partir da EEI                            |